# Mellilla
Mellilla là một chi bướm đêm thuộc họ Geometridae.